# Johannes Bugenhagen
Johannes Bugenhagen (Wolin, 24 de junho de 1485 — Wittenberg, 20 de abril de 1558) também chamado de Doutor Pomerano por Martinho Lutero, foi um teólogo alemão e padre luterano que introduziu a Reforma Protestante no Ducado da Pomerânia e na Dinamarca no século XVI.
Johannes Bugenhagen foi pastor de Martinho Lutero na igreja de Santa Maria em Wittenberg. Ele também é comemorado no Calendário dos Santos da Igreja Luterana – Sínodo de Missouri como pastor em 20 de abril.

## Trabalho reformatório
Depois de ter esboçado suas ideias de reforma em uma carta à comunidade de Hamburgo, Bugenhagen foi a figura mais importante na Reforma Protestante no norte da Alemanha e na Escandinávia. Ele assumiu uma liderança ativa na criação de novas ordens da igreja (Kirchenordnungen) para Hildesheim (1544), Hamburgo (1528/29),  Lübeck (1530–1532), o Ducado da Pomerânia (1534/5), Frísia Oriental (1534/5),  Schleswig-Holstein (1542), Braunschweig (1528),  Brunswick-Wolfenbüttel (1543),  e Dinamarca-Noruega (1537), onde também coroou Cristiano III.
Isso lhe rendeu mais tarde o epíteto de "Segundo Apóstolo do Norte". Ele não apenas criou as novas regras, mas também as estabeleceu e persuadiu as pessoas a segui-las. Bugenhagen produziu regras e regulamentos para o serviço religioso, para a escolaridade e para questões sociais da igreja. Em 1539, tornou-se superintendente da Igreja Luterana na Saxônia.
Também em 1539, Bugenhagen reformou a Universidade Pomerânia de Greifswald, que ele "re-fundou" como uma universidade protestante, modelada após a universidade de Wittenberg.

## Publicações (selecionadas)
- Interpretatio in Liberum, Nürnberg 1523, 1524, Basel 1524, Straßburg 1524, Wittenberg 1526.
- Interpretatio in Epestolam ad Ramanos, Hagenau 1523.
- Annotationes in Epistolas Pauli XI, posteriores, Nürnberg 1524, Straßburg 1524, Basel 1524.
- Historia Domini nostri J Chr. passi et glorificati, ex Evangelistis fideliiter contracta, et annotationibus aucta, Wittenberg 1526, 1540, 1546.
- Oratio, quod ipsius non sit oponio illa de eucharistia…, Wittenberg 1526.
- Confessio de Sacramento corporis et sanguinis Christi, Wittenberg 1528.
- Dat Nye Testame[n]t düdesch: Mit nyen Summarie[n] edder kortem vorstande vp eyn yder Capittel, Köln, Peter Quentel, 1528.
- Johannes Bugenhagens Pomerania. Hrsg. im Auftrage der Gesellschaft für Pommersche Geschichte und Alterthumskunde mit Unterstützung der Königlich Preußischen Archivverwaltung von Otto Heinemann (Quellen zur Pommerschen Geschichte, Band IV), Stettin 1900. (Digitalisat).
- Der erbarn Stadt Brunswig christlike Ordening to Denste dem hilgen Evangelio … / dorch Johannem Bugenhagen … bescreven. Wittenberg 1528, 1531.
- Der ehrbaren Stadt Hamburg christliche Ordnung, 1529. Hrsg. und übers. von Hans Wenn. Hamburg 1971.
- Der Keyserliken Stadt Lübeck Christlike Ordeninge, Lübeck 1531, Text mit Übersetzung, Erläuterung. u. Einleitung, hrsg. v. Wolf-Dieter Hauschild. Lübeck 1981, ISBN 3-7950-2502-8.
- Eine Schrift wider dem Kelch-Diebe, Wittenberg 1532.
- De Biblie vth der vthlegginge Doctoris Martini Luthers yn dyth düdesche vlitich vthgesettet mit sundergen vnderrichtingen alse men seen mach, Lübeck 1533, Fol. Magdeburg 1545.
- Kercken-Ordeninge des gantzen Pamerlandes 1535, Wittenberg 1535, Die pommersche Kirchenordnung, Text mit Übersetzung, Erläuterung. u. Einleitung, hrsg. v. Norbert Buske. Greifswald und Schwerin: Helms, ISBN 3-931185-14-1.
- Ordinatio Ecclesiastica Regnorum Daniae et Norvegiae, ac Ducatumm Slesvici et Holstatiae, Kopenhagen 1537.
- Biblia: dat ys de gantze Hillige Schrifft, Düdesch: Vpt nye thogerichtet, vnde mit vlite corrigert, Wittenberg, Hans Lufft, 1541.
- Der XXIX. Psalm ausgelegt, darinne auch von der Kindtaufe, Wittenberg 1542.
- Christliche Kerken-Ordening im Lande Brunßwick Wolfenbüttelschen Deels, Wittenberg 1543.
- Kirchen Ordnung der Stadt Hildesheim, 1544.
- Historia des lydendes unde upstandige unses Heren Jesu Christi uth den veer Euangelisten = Niederdeutsche Passionsharmonie von Johannes Bugenhagen, hrsg. von Norbert Buske, Faksimile-Druck nach d. Barther Ausgabe von 1586. Berlin und Altenburg 1985.
- Johannes Bugenhagens christliche Vermahnung an die Böhmen (1546), hrsg. u. eingel. von Gerhard Messler. Kirnbach 1971.
- Christliche vermanung des erwirdigen Herrn Doctor Johann Bugenhagen/Pomerani/ Pastors der Kirchen zu Wittenberg. An die löbliche Nachbarschaft /Behemen /Slesier vnd Lusiatier. Wittenberg bei Hans Lufft 1546 und Kirnbach 1971 hrsg. u. eingel. von Gerhard Messler.
- Christliche Leichenpredigt über D. Martin Luthern, Wittenberg 1546.
- Ein Schrifft D. Johann Bugenhagen Pomerani: Pastoris der Kirchen zu Witteberg / An andere Pastorn vnd Predigern / Von der jtzigen Kriegsrüstung, Wittenberg Druck Hans Lufft 1546.
- Wie es vns zu Wittemberg in der Statt gegangen ist in diesem vergangenen Krieg …, Wittenberg 1548, Jena 1705.
- Commentarius in Jonam Prophetam, Wittenberg 1550.